# Joseph Fischer (Sänger)
Anton Joseph Fischer (* 12. Juli 1780 in Wien; † 9. Oktober 1862 in Mannheim) war ein deutscher Opernsänger, Impresario und Komponist.

## Karriere
Sein Vater, der Opernsänger Ludwig Fischer, bildete seinen Sohn selbst in der Musik aus und ließ ihm auch sonst eine vorzügliche Bildung zuteilwerden. Schon mit 16 Jahren besaß er einen kräftigen Bass, den er öffentlich zuerst 1799 in einigen Berliner Konzerten zu Gehör brachte. Vom Juli 1800 bis Februar 1802 trat er in Mannheim auf, wurde dort sogleich als erster Bassist engagiert, vertauschte aber später Mannheim mit Kassel, wo ihm auch die Opernregie übertragen wurde, und unternahm 1806 eine große Reise nach Paris und durch Deutschland, auf der er große Erfolge feierte.
1806 adoptierte er die Tochter Anna des Schauspieler- und Sänger-Ehepaars Carl Miedke und Charlotte Miedke, die spätere Anna Fischer-Maraffa, die er zur gefeierten Sopranistin ausbildete und mit der er europaweit mehrere Konzertreisen absolvierte, auf denen sich beide bedeutenden Ruf erwarben. In Italien, wohin er sich nach Beendigung der deutschen Gastspiele gewandt hatte und wo er sich auch mit Glück als Unternehmer – in Palermo – versuchte, war der Beifall besonders groß. Nach seiner Verheiratung mit der reichen Gräfin Luise von Ottweiler (1778–1855), einer Tochter aus der Verbindung Fürst Ludwigs von Nassau-Saarbrücken mit Katharina Kest, gab er seine Künstlerkarriere auf, kehrte nach Deutschland zurück und lebte zurückgezogen bis zu seinem Tode in Mannheim. Als Komponist ist Fischer weniger bedeutend, seine in zwölf Heften erschienenen Lieder sind heute vergessen.